# Góry Banackie
Góry Banackie (język rumuński Munții Banatului, 533) – grupa górska w Karpatach Południowych w rumuńskiej (wschodniej) części Banatu.
Góry Banackie są najbardziej na zachód wysuniętą grupą górską Karpat Południowych - choć niekiedy z uwagi na odmienny charakter od pozostałych pasm Karpat bywają zaliczane do Gór Zachodniorumuńskich. Zbudowane są z łupków krystalicznych, znajdują się w nich duże złoża węgla brunatnego, rud żelaza i miedzi. Najwyższą górą jest Semenic (1449 m n.p.m.).
W Górach Banackich wydziela się następujące makroregiony:
- 533.1 Bruzda Temesz-Czerna
- 533.2 Góry Almăj
- 533.3 Góry Locva
- 533.4 Kotlina Almăj
- 533.5 Masyw Semenic
- 533.6 Góry Anińskie
- 533.7 Obniżenie Caraș-Reșița
- 533.8 Góry Dognecea